# Gottfried Huppertz
Gottfried Huppertz est un compositeur, chanteur et chef d'orchestre allemand, né le 11 mars 1887 à Cologne et décédé le 7 février 1937 à Berlin d'une crise cardiaque. Il est aujourd'hui surtout connu pour avoir réalisé la musique originale du diptyque Les Nibelungen et celle de Metropolis, de Fritz Lang.

## Filmographie
- 1924 : Les Nibelungen (Die Nibelungen) de Fritz Lang
- 1925 : La Chronique de Grieshuus (Zur Chronik von Grieshuus) d'Arthur von Gerlach
- 1927 : Metropolis de Fritz Lang
- 1933 : Der Judas von Tirol
- 1933 : Elisabeth und der Narr
- 1934 : Hanneles Himmelfahrt
- 1935 : Le Domino vert
- 1936 : Durch die Wüste